# 感謝您為國效力
《感謝您為國效力：那些傷兵、他們的家人，還有朋友》（英語：Thank You for Your Service）是一本由美國記者大衛·芬柯撰寫的非虛構書籍，該書記載了2007和2008年巴格達2-16步兵營的生活。該書於2013年首次發表，並獲得了多家媒體的好評及獎項。

## 改編
該書的改編電影由傑森·霍爾執導和編劇。為環球影業負責發行，於2017年10月27日在美國上映。